# 제1대 도체스터 남작 가이 칼튼
제1대 도체스터 남작 가이 칼튼(Guy Carleton, 1st Baron Dorchester, KB, 1724년 9월 3일 - 1808년 11월 10일)는 앵글로아일랜드인의 군인, 관리자이다. 보통 가이 칼튼 경(Sir Guy Carleton)으로 많이 불렸다. 1768년부터 1778년까지 두 차례에 걸쳐 퀘벡 식민지의 지사를 맡았으며, 이 시기와 1785년부터 1795년에 영국령 북아메리카 총독을 맡았다. 칼튼은 미국 독립 전쟁에서 영국군을 지휘했다. 우선 1775년에 미국 대륙군이 캐나다를 침공했을 때 퀘벡 시를 방어했고, 1776년에는 대륙군에 반격을 가해 식민지에서 내쫓았다. 1782년과 1783년에는 영국군 북아메리카 총사령관이 되었다. 이 임무 중인 1783년, 영국군, 왕당파 및 수천 명의 해방 노예를 뉴욕에서 철수시키는 것을 지휘했다. 동생 토마스 칼튼과 함께 군대와 정계에서 경력을 쌓아갔다.

## 초기 경력
가이 칼튼은 17세기 이후 아일랜드에 거주한 개신교 군인 가족으로 영국군에 복무한 네 형제 중 한명으로 한 명이었다. 칼튼이 14세 때 아버지의 크리스토퍼 칼튼이 죽고 어머니는 재혼했다. 칼튼은 초등 교육 밖에 받지 않았다. 1742년, 칼튼이 17세 때 제 25보병 연대의 소위에 임관되어 1745년에는 중위로 승진했다. 이 시기에 캐나다의 프랑스군을 공격할 때의 지휘관 제임스 울프와 친구가 되었다. 1745년 재커바이트 반란 때는 컬로든 전투에서 울프와 함께 칼튼이 종군했을 가능성이 있다. 칼튼의 형제인 윌리엄과 토마스도 육군에 입대했다.

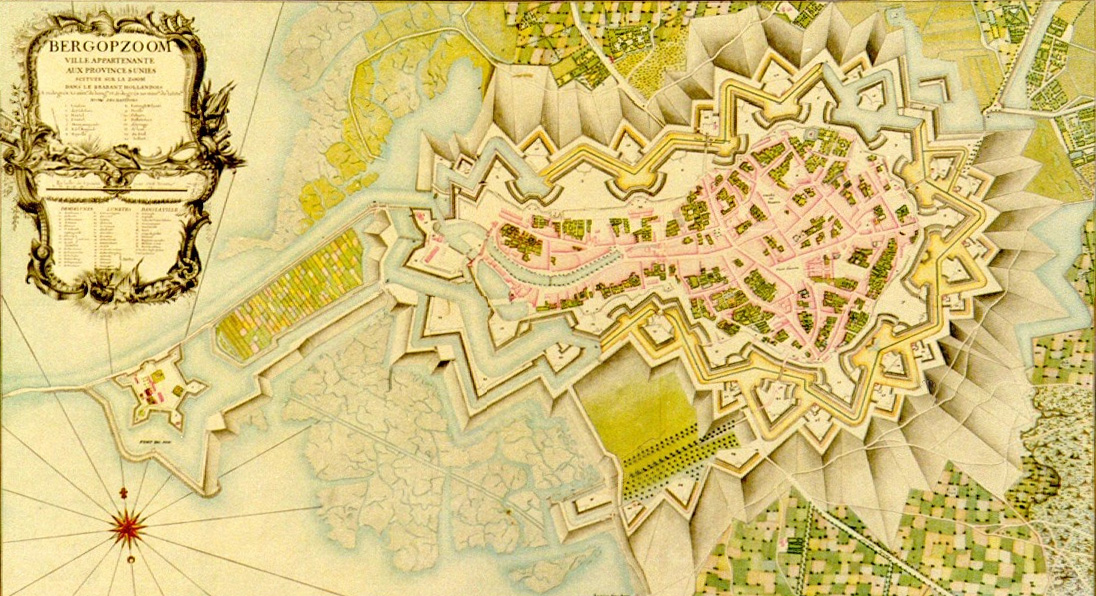
칼튼이 1747년 처음 참가한 전투인 베르겐 옵 줌. 이후 칼튼의 아들 조지가 이곳에서 전사하게 된다

1740년 ‘오스트리아 왕위 계승 전쟁’이 터졌다. 영국군은 1742년부터 투입되었지만, 1747년이 되어서야 플랑드르에 칼튼과 그의 연대가 파견되게 된다. 그들은 프랑스군과 싸웠지만, 그해 주요 네덜란드군 요새인 베르겐 옵 줌의 함락을 막을 수가 없었고, 휴전협정으로 전쟁은 중단된다. 이듬해 1748년 엑스라샤펠 조약에 서명이 되면서, 칼튼은 영국으로 돌아오게 된다. 그는 여전히 중위였고, 승진이 전쟁이 끝날 때까지 제한될 것임을 알고 좌절하게 된다.
1751년, 칼튼은 근위 보병 연대에 입대하였고, 1752년에 대위로 승진했다. 지난 전쟁의 파견으로 울프의 추천을 받은 그는 리치몬드 공작 찰스 레녹스의 가이드에 선정되어 군 경력에 큰 탄력이 붙었다. 리치몬드 공작은 칼튼에게 영향력 있는 후원자가 되었다. 그 이후 칼튼은 더 눈부신 속도로 승진하게 되었다.

## 7년 전쟁

### 독일
1757년, 칼튼은 중령으로 승진했고, 프랑스군의 침략으로부터 하노버 왕국을 지키기 위해 조직된 독일 부대로 구성된 감시군으로 종군했다. 이 군대는 하스텐벡 전투 후 퇴각을 할 수 밖에 없었고, 결국 클로스터르제벤 협약을 맺어 전쟁에서 철수할 수밖에 없었다. 협정이 맺어지면 칼튼은 영국으로 돌아왔다. 1758년 신설된 제 72 보병연대 중령이 되었다. 그 해 노바스코샤의 루이스버그 요새 전투에서는 제임스 울프가 칼튼을 부관으로 선발했다. 그러나 영국왕 조지 2세가 지명을 거부했다. 이것은 아마도 칼튼이 유럽에서 종군 때 하노버의 병사에 대해 부정적인 의견이 있었기 때문이었다. 이후 잠시 현역의 지위를 얻을 수 없었지만, 독일에 다시 파견된 브런즈윅 공작 페르디난트의 부관으로 임용할 수 있게 되었다.

### 캐나다
1758년 12월, 이 때 소장으로 승진한 울프 장군은 퀘벡 시에 임박한 작전의 지휘를 맡게 되었고, 칼튼을 보급 담당관으로 뽑았다. 조지 2세는 이때도 칼튼의 지명을 거부했지만, 리고니에 백작이 이것에 대해 국왕과 이야기를 하면서, 국왕이 마음을 바꾸었다. 칼튼은 핼리팩스에 도착하여 척탄병 600명의 지휘했다. 1759년 6월 영국군과 함께 퀘벡시에 도착했다. 칼튼은 군대를 지원함과 동시에 대포를 잡기 위치를 감독하는 공병 기사로 역할을 할 책임을 맡았다. 이후 9월 애브러햄 평원의 전투에서 머리에 상처를 입고 전투 후 10월에 영국으로 돌아왔다.

### 프랑스와 하바나
1761년 3월 29일, 칼튼은 제 72 보병연대의 중령으로, 프랑스 해안에서 10마일(16 km) 떨어진 비스케이만 북부의 섬, 벨르 일르 공격에 참가했다. 칼튼은 프랑스군에 대한 공격을 지휘했지만 중상을 입었고, 더 이상의 전투에 참가하지 못했다. 영국군은 4주간에 걸친 전투 끝에 그 섬의 나머지를 점령했다.
칼튼은 1762년에 대령으로 승진했고, 쿠바에 대한 영국군의 원정에 참가했다. 이때 동료 리처드 몽고메리는 이후 1775년에 칼튼 맞붙게 되었다. 7월 22일, 스페인의 전초 기지에 대한 공격을 이끌고 있을 때 또 다시 부상당하게 된다.
1764년, 칼튼은 제 93 보병 연대로 이적했다.

## 같이 보기
- 캐나다의 총독 목록
- 북아메리카의 역사